# Людина-павук 1994 (сезон 1)
Мультсеріал «Людина-павук» 1994 року. 

## Список серій
Всього у сезоні 13 серій.
| 1 | Ніч Ящіра Night of the Lizard                                               | Джеррі Конвей, Стен Берковіц, Джон Семпер |  |  |  |
| Професор Курт Коннорс приймає препарат, який мав би виростити йому нову руку, яку він втратив, працюючи польовим лікарем, але вона претворює його у гігантську ящірку-мутанта.                                                                               |                                                                             |                                           |  |  |  |
| |                                                                             |                                           |  |  |  |
| 2 | Жало Скорпіона The Sting of the Scorpion                                    | Джон Семпер, Марті Айзенберг, Роберт Скір |  |  |  |
| Детектив-невдаха Мак Гарган погоджується на експеримент, який перетворює його у сильного і швидкого Скорпіона. І перше його завдання — зняти маску з Людини-павука.                                                                                          |                                                                             |                                           |  |  |  |
| |                                                                             |                                           |  |  |  |
| 3 | Мисливці за Павуком The Spider Slayer                                       | Джон Семпер                               |  |  |  |
| Норман Озборн наймає вченого Спенсера Сміта для того, щоб він створив роботів-вбивць, щоб розсекретити Людину-павука. Сміт погоджується. Він називає своє творіння "Чорною вдовою". Людина-павук перемагає "Чорну вдову", а Спенсер гине від вибуху.         |                                                                             |                                           |  |  |  |
| |                                                                             |                                           |  |  |  |
| 4 | Повернення мисливців за Павуком Return of the Spider Slayers                | Джон Семпер                               |  |  |  |
| Елістер Сміт, син Спенсера Сміта, наймається на роботу до КінгПіна, щоб створити нових роботів і помститися за батька, у смерті якого він звинувачує Людину-павука.                                                                                          |                                                                             |                                           |  |  |  |
| |                                                                             |                                           |  |  |  |
| 5 | Грізний Містеріо The Menace of Mysterio                                     | Джон Семпер, Марк Вульфман, Стен Берковіц |  |  |  |
| Спеціаліст по спецефектах Квентін Бек декілька років назад був заарештований і звинувачував у цьому Людину-павука. Тепер він вийшов з в'язниці і планує знищити Людину-павука під іменем Містеріо.                                                           |                                                                             |                                           |  |  |  |
| |                                                                             |                                           |  |  |  |
| 6 | Доктор Октопус: Озброєний і небезпечний Doctor Octopus: Armed and Dangerous | Джон Семпер, Брукс Уочтел                 |  |  |  |
| Після жахливого вибуху до спини вченого Отто Октавіуса приробилися щупальця, які він використовував при роботі з небезпечними речовинами. Октавіус вирішив використати їх у злих намірах.                                                                    |                                                                             |                                           |  |  |  |
| |                                                                             |                                           |  |  |  |
| 7 | Чужий костюм, частина 1 The Alien Costume, Part One                         | Аві Арад, Стен Лі                         |  |  |  |
| Після аварії шаттлу на костюм Людини-павука налізає слиз. Вночі Пітер прокидається, а на ньому — чорний костюм. Він зробив його сильнішим, але повністю відібрав у нього людські почуття і він став жорстоким анти-героєм.                                   |                                                                             |                                           |  |  |  |
| |                                                                             |                                           |  |  |  |
| 8 | Чужий костюм, частина 2 The Alien Costume, Part Two                         | Джон Семпер, Брайнн Чандлер Рівз          |  |  |  |
| Суперзлодій Шокер викрадає сина Джеймсона, Джона. Людина-павук вирішив допомогти Джеймсону, а Едді Брок вирішив, що Павук і Джона задумали щось проти нього. Після бійки з Шокером від гучних звуків костюм-симбіот злізає з Пітера і налізає на Едді Брока. |                                                                             |                                           |  |  |  |
| |                                                                             |                                           |  |  |  |
| 9 | Чужий костюм, частина 3 The Alien Costume, Part Three                       | Джон Семпер, Марк Хоффмейер               |  |  |  |
| Едді Брок стає носієм симбіота і називає себе Веномом. Через телепатичний зв'язок з симбіотом Едді дізнався, що Пітер Паркер — Людина-павук, винуватець всіх його невдач. Едді вирішує раз і назавжди розправитись з Пітером.                                |                                                                             |                                           |  |  |  |
| |                                                                             |                                           |  |  |  |
| 10 | Крейвен-Мисливець Kraven the Hunter                                         | Джон Семпер, Джен Стрнад                  |  |  |  |
| Сергій Кравінофф був невиліковно хворий і його дружина, доктор Марія Кроуфорд дала йому диво-препарат. Він вилікував Кравіноффа, але перетворив його у Крейвена-Мисливця, швидкого, сильного і дикого.                                                       |                                                                             |                                           |  |  |  |
| |                                                                             |                                           |  |  |  |
| 11 | Хобгоблін, частина 1 Hobgoblin, Part One                                    | Ларрі Броуді, Джон Семпер                 |  |  |  |
| Пітер рятує КінгПіна від Хобгобліна, божевільного у костюмі гобліна і літаючого на глайдері, якого найняв Норман Озборн, щоб вбити КінгПіна. Озборн звільняє Хобгобліна. Роззлючений Хобгоблін викрадає сина Озборна, Гаррі.                                 |                                                                             |                                           |  |  |  |
| |                                                                             |                                           |  |  |  |
| 12 | Хобгоблін, частина 2 Hobgoblin, Part Two                                    | Стен Берковіц                             |  |  |  |
| Пітер перевдягається у Людину-павука, щоб впіймати Хобгобліна, який викрав Гаррі і напав на його тітку Мей. А Хобгоблін тим часом намагається вбити КінгПіна і зайняти його посаду короля злочинного світу Нью-Йорка.                                        |                                                                             |                                           |  |  |  |
| |                                                                             |                                           |  |  |  |
| 13 | День Хамелеона Day of the Chameleon                                         | Джон Семпер                               |  |  |  |
| Секретна організація "ЗАХИСТ" розшукує суперзлочинця Хамелеона, який може приймати подобу будь-якої людини. Людина-павук дізнається про це і намагається допомогти схопити злочинця.                                                                         |                                                                             |                                           |  |  |  |